# Переменная величина
Переме́нная — математический объект, который занимает некоторое множество значений (как правило, числовых) и может изменять своё значение в его пределах.
Математически строго переменную следует определять так. Пусть {\displaystyle \mathbb {M} } — произвольное непустое множество. Под переме́нной по множеству {\displaystyle \mathbb {M} } понимают символ, используемый для обозначения произвольного элемента этого множества {\displaystyle \mathbb {M} }. Именно это множество называют областью изменения (областью возможных значений) переменной.
Переменные используются, в частности, в задании математических выражений. Понятие переменной широко используется в таких областях, как математика, естественные науки, техника и программирование. Примерами переменных могут служить: температура воздуха, параметр функции и многое другое.
Переменная характеризуется только множеством значений, которые она может принимать. Переменную обозначают символом, являющимся общим для каждого из её значений.
Русский термин «переменная величина» происходит от латинского словосочетания quantitas variabilis, которая, как и в русском языке, сокращается до слова variabilis (‘переменная’).

## Переменные в математике
В математике переменной может быть как реальная измеримая физическая величина, так и некая абстрактная величина, прямо не связанная с описанием реального мира.
В математическом анализе и большинстве смежных разделов математики под переменной {\displaystyle x} понимают каждый элемент некоторого множества, состоящего, например, из вещественных чисел. Фиксированный элемент этого множества называется значением переменной. Само множество называется областью изменения переменной.
Задание области изменения переменной эквивалентно заданию самой переменной.
- Переменные обозначаются малыми буквами латинского или греческого алфавита (возможно, с индексами): {\displaystyle x,~y,~\varepsilon .}
- Области изменения соответствующих переменных обозначаются обычно теми же символами, взятыми в фигурные скобки: {\displaystyle \left\{x\right\},~\left\{y\right\},~\left\{\varepsilon \right\}}.

При моделировании процессов переменные необходимо отличать от параметров. При этом, переменная в одном контексте может быть параметром в другом.
В прикладной статистике переменная — оценочный фактор или характеристика, индивидуальный или системный атрибут, изменение которых ожидается с течением времени или между отдельными лицами, например такая переменная, как возраст.

### Переменная и неизвестное
Неизве́стной переменной (или просто неизве́стной) является та буква (переменная) в уравнении, значение которой требуется найти. Принято обозначать неизвестные последними буквами латинского алфавита. Нужно отметить, что неизвестные в уравнениях, неравенствах и других подобных задачах обозначаются аналогично переменным, например в уравнении {\displaystyle 2x=6}, где буквой {\displaystyle x} обозначено неизвестное, а не переменная. Тем не менее эти понятия весьма схожи и зависят от контекста.
Суть различия между этими понятиями можно пояснить так.
Запись {\displaystyle 2x=6} можно, с одной стороны, трактовать как утверждение о возможности найти значение неизвестного {\displaystyle x}. В этом случае {\displaystyle x} — обозначение неизвестного числа.
С другой стороны запись {\displaystyle 2x=6} можно трактовать как предикат, принимающий значение «истина» при одних значениях {\displaystyle x}, и значение «ложь» при других. В этом случае {\displaystyle x} — переменная. На её место в выражении могут подставляться различные значения с целью определения логического (булева) значения записанного предиката.

### История
В середине XVII века Рене Декарт в своей «Геометрии» предложил использовать для известных параметров начальные буквы алфавита: {\displaystyle a,b,c\dots ,} а для неизвестных — последние буквы: {\displaystyle x,y,z.} Декарт не объяснял свой выбор. Некоторые историки пытались объяснить выбор буквы {\displaystyle x} в качестве неизвестной: так, например, словарь Уэбстера (1909—1916) утверждал, что переменная {\displaystyle x} появилась как транскрипция арабской буквы ش (шин) — первой буквой в слове «شيء‎», которое переводится на русский языка как «что-то», «нечто». Тем не менее эта, а также подобные версии, не находят подтверждений и игнорируют тот факт, что наряду с {\displaystyle x} Декарт использовал ещё {\displaystyle y} и {\displaystyle z}.
Декарт считал значения переменных всегда неотрицательными, а отрицательные величины отражал знаком «минус» перед переменной. Если знак коэффициента был неизвестен, Декарт ставил многоточие. Но в 1657 году нидерландский математик Иоганн Худде позволил буквенным переменным принимать значения любого знака.
Ф. Кэджори характеризует декартовскую запись степеней как самую удачную и гибкую символику во всей алгебре — она не только облегчала преобразования, но и стимулировала расширение понятия возведения в степень на отрицательные, дробные и даже комплексные невещественные показатели, а также появление в математике степенной и показательной функции; все эти достижения трудно было бы осуществить при использовании обозначений XVI века.

## Переменные впрограммировании
В языках программирования понятие переменной представляет собой идентификатор абстрактного или физического участка машинной памяти.
Обычно переменные статически или динамически связываются с определенным типом данных и обладают ограниченным диапазоном допустимых значений. Например, логическая (булева) переменная может принимать только два значения: «истина» и «ложь». Допустимые диапазоны для целочисленных и вещественных переменных зависят от соглашений и стандартов языка программирования, а также от спецификаций целевой вычислительной системы.
В языках программирования переменные обычно именуются последовательностью из букв, цифры и символов, например, «time», «x12», «_foo», с соблюдением правил синтаксиса конкретного языка программирования.
Такое понятие переменной имеет сходство с математическим. Математики уже в XVII веке использовали переменные для резервирования места в формулах, куда будут подставляться конкретные значения. Буквенные обозначения служат для выделения и идентификации области этой памяти.
Следует отметить, что понятие формулы в математике соответствует понятию выражения или алгоритма в программировании, в то время как понятия переменной в математике и в программировании совпадают.

## Переменные вфизике
В физике переменная — это некоторый математический объект, способный изменять своё значение, физическая величина. Он служит атрибутом модели реальных физических процессов. Множество значений, которые может принимать конкретная переменная, определяется из физических соображений. Физические переменные связаны друг с другом физическими законами, на основе которых строятся математические модели различной степени сложности. Переменные в физике, как правило, характеризуются размерными значениями.